# Fußball-Lexikon
Das Fußball-Lexikon ist ein deutschsprachiges Nachschlagewerk aus dem Bereich Fußball. 
Das Werk von Bernd Rohr und Günter Simon erschien erstmals 1987 unter dem Namen Lexikon Fußball beim Bibliographischen Institut in Leipzig. 1991 wurde es unter dem heutigen Titel vom Verlag Copress Sport übernommen, der es 1993 in einer aktualisierten Ausgabe und 2004 in einer bearbeiteten und erweiterten Ausgabe herausbrachte.
Das Nachschlagewerk umfasst über 5000 Stichworte zu Sachbegriffen, nationalen und internationalen Klubs und Vereinen, Spielern, Trainern, Schiedsrichtern, Funktionären, Verbänden und Wettbewerben. Zudem wird das gesamte Regelwerk dargestellt. Dem Lexikon geht eine chronologisch angelegte Geschichte des Fußballs voran. 
Kritiker bemängeln die nicht vorhandenen Literaturangaben bei Artikeln sowie ein fehlendes Literaturverzeichnis im Anhang.